# 成城
成城（せいじょう、英語: Seijo）は、東京都世田谷区の町名。現行行政地名は成城一丁目から成城九丁目。住居表示実施済区域。郵便番号は157-0066。
邸宅や豪邸が立ち並ぶ高級住宅街となっている。また、成城学園をはじめ多くの学校が置かれる学園都市であり、成城学園前駅周辺一帯は学生街でもある。所ジョージを筆頭に芸能人が多数住んでいる街としても知られる。

## 概要
東に仙川、西に野川が流れ、台地状の土地に街は広がる。また、西に国分寺崖線、神明の森みつ池がある。野川に沿って東京外環自動車道が建設中となっている。
地域としての成城は、小田急小田原線の成城学園前駅を中心とした約68万坪（225.9ヘクタール）に及ぶ地域である。日本有数の高級住宅街として有名である。駅南側が成城一丁目から成城三丁目に当たり、駅北側が成城四丁目から成城九丁目に当たる。当時、成城高等学校（旧制）の校長だった小原國芳が成城学園前駅を招致して宅地開発を行いその利益で学校を建設する方法で成城学園を拡大した。この手法は後に小原が設立する学校法人玉川学園と玉川学園前駅周辺の宅地開発にも生かされている。

### 住民協定
古くから成城の一軒家に居住する住人たちは、成城憲章を結び、塀を生垣にする、地下室を作らないなど街の環境を守ってきた。しかし、近年では相続の影響からか大きな区画も細分化され、ミニ開発やマンションの建設に住民は危惧感を抱いている。かつて、統一教会の進出やグリーンプラザ跡地のマンション建設に際しては大規模な住民運動も展開された。2010年には、成城四丁目に知的障害者のグループホーム開設に当たり、反対派住民が『知的障害者グループホーム開設計画の白紙撤回を求める要望書』を作成。区民以外も含む1,035名の反対署名を集め、計画は白紙になる。

## 地価
住宅地の地価は、2025年（令和7年）1月1日の公示地価によれば、成城2-17-14の地点で73万7000円/m2、成城6-32-18の地点で94万5000円/m2、成城8-4-19の地点で70万6000円/m2となっている。

## 歴史
明治の末頃までは北多摩郡砧村大字喜多見と呼ばれ、武蔵野の雑木林と原野が広がっていた。
調査により、この地に小田急線が開通することを突き止めた小原國芳の尽力で、学園建設資金捻出のため、周辺の土地2万坪を購入し、区画整理をして売り出す。当時、この土地を見た小原は、「雑木林、家一軒もない、この百二十丁歩の高台、地価は安く、家はなし、いい高台で、西に富士の秀峰、足下は玉川の清流、全く不思議な土地でした」と述べている。
第二期分譲計画を森島の東京工務社が行なっていることを考え合わせ、第一期分譲計画も森島案が採用されたと考えられており、また土地分譲の利益で校舎を建築する案は、小原のアイデアかどうか不詳だったが、発見資料により、もともとは父兄の大井模応と上記森島収六の発案ではなかったかという推理がなされている。小原はその案を採り、大胆な方策で実行に徹したとされる。小原は、さらに、中央鉄道（現在の小田急電鉄）と交渉して学園前駅の開設の約束を取り付けた。学園用地2万4000坪のうち1万坪は長尾村（現在の川崎市多摩区長尾）の大地主の鈴木久弥(豊政)の寄付によるものであり、小原は鈴木から現金1万円（当時、公務員の給与は75円）の寄付をも受けている。
ちなみに、玉川学園はこの成城学園都市建設を主導した小原國芳がその手法を応用して開設した学園都市である。なお、成城学園が手がけて売り出したものは駅北側で、駅南側（現：成城一丁目から成城三丁目）は鈴木久弥によるものである。成城一丁目（東京都市大付属中学・高校、科学技術学園高等学校、東京都立総合工科高等学校、区立砧中、東京都市大学付属小学校などの所在地）はかつての御料林であり、学習院の移転話も持ち上がっていた。
当初は、柳田國男、野上豊一郎・弥生子夫妻、後に、大江健三郎、大岡昇平、川上宗薫、中河与一、水上勉、横溝正史らが移住し、文士村の様相を呈していた。
1932年に東宝撮影所ができてからは、黒澤明、市川崑、本多猪四郎、志村喬、三船敏郎、加東大介、加山雄三、石原裕次郎、宇津井健、有島一郎、藤田進、司葉子、深作欣二、大林宣彦など映画監督や俳優などが居住するようになった。また、映画産業と関係が深い芥川也寸志や松村禎三、小澤征爾のような音楽家も住むようになった。
1966年には三船プロダクションの撮影所も出来た。
1980年代からバブル期にかけては、折からの経済成長とともに、企業の持ち屋が増加した。
時代とともに、成城町にはかつての祖師谷や喜多見だった周辺場所も編入され、現在は成城一丁目から成城九丁目となる。

### 沿革
- 1924年（大正13年） - 区画整理と成城学園の校舎建設の開始。第1期の分譲により成城学園の生徒の父兄を中心に178人ほどが土地を購入。売出の当初、一区画の敷地は400坪ほどであった。
- 1925年（大正14年） - 最初の住宅4戸が建つ。4月、成城学園が移転・開校。5月、砧村大字喜多見字西之原・東之原の全域および中之原、八ケの各一部を分割して大字喜多見成城を設置。小田急線敷設予定地を境に字北・字南を設け、地名としての「成城」が登場する。
- 1927年（昭和02年） - 小田急線開通と共に住民が移住。40戸ほどの住宅が完成。
- 1931年（昭和06年） - 駅の南側に東宝の砧撮影所の前身であるPCL（写真化学研究所）が建つ。以後、芸能人などが住み始める。
- 1936年（昭和11年） - 10月、東京市世田谷区に編入され、大字喜多見成城の部分に成城町が設置される。
- 1970年（昭和45年） - 3月、住居表示を実施。周辺の祖師谷一丁目、祖師谷二丁目、喜多見町、砧町の各一部を含めた成城一 - 九丁目になる。

### 地名の由来
1925年（大正14年）に東京市牛込区（現：新宿区）原町の成城学校（現：成城中学校・高等学校）からこの地に分離独立してきた成城学園が由来であり、「成城」というのは中国の古典「詩経」の大雅の一節にある「哲夫成城」に由来する。それまでは北多摩郡砧村大字喜多見という地名であった。1927年（昭和2年）に同学園の要請を受ける形で小田急電鉄によって成城学園前駅が設置され、地名として定着していった。

### 住居表示実施前後の町名の変遷
| 実施後     | 実施年月日   | 実施前（各町名ともその一部）           |
| ---------- | ------------ | -------------------------------------- |
| 成城一丁目 | 1970年3月1日 | 成城町、砧町、喜多見町、大蔵町の各一部 |
| 成城二丁目 | 1970年3月1日 | 成城町、砧町の各一部                   |
| 成城三丁目 | 1970年3月1日 | 成城町、喜多見町の各一部               |
| 成城四丁目 | 1970年3月1日 | 成城町、喜多見町の各一部               |
| 成城五丁目 | 1970年3月1日 | 成城町の一部                           |
| 成城六丁目 | 1970年3月1日 | 成城町、祖師谷2の各一部                |
| 成城七丁目 | 1970年3月1日 | 成城町、祖師谷2の各一部                |
| 成城八丁目 | 1970年3月1日 | 成城町、祖師谷2の各一部                |
| 成城九丁目 | 1970年3月1日 | 成城町、祖師谷1、祖師谷2の各一部       |

## 世帯数と人口
2025年（令和7年）1月1日現在（世田谷区発表）の世帯数と人口は以下の通りである。
| 丁目       | 世帯数     | 人口     |
| ---------- | ---------- | -------- |
| 成城一丁目 | 1,092世帯  | 2,358人  |
| 成城二丁目 | 1,508世帯  | 3,021人  |
| 成城三丁目 | 1,029世帯  | 2,223人  |
| 成城四丁目 | 1,409世帯  | 3,306人  |
| 成城五丁目 | 887世帯    | 2,003人  |
| 成城六丁目 | 748世帯    | 1,491人  |
| 成城七丁目 | 1,112世帯  | 2,509人  |
| 成城八丁目 | 1,794世帯  | 3,774人  |
| 成城九丁目 | 1,125世帯  | 2,393人  |
| 計         | 10,704世帯 | 23,078人 |

### 人口の変遷
国勢調査による人口の推移。
| 年                 | 人口   |
| ------------------ | ------ |
| 1995年（平成7年）  | 17,621 |
| 2000年（平成12年） | 18,414 |
| 2005年（平成17年） | 20,583 |
| 2010年（平成22年） | 21,863 |
| 2015年（平成27年） | 22,596 |
| 2020年（令和2年）  | 23,331 |

### 世帯数の変遷
国勢調査による世帯数の推移。
| 年                 | 世帯数 |
| ------------------ | ------ |
| 1995年（平成7年）  | 7,107  |
| 2000年（平成12年） | 7,631  |
| 2005年（平成17年） | 8,755  |
| 2010年（平成22年） | 9,268  |
| 2015年（平成27年） | 9,736  |
| 2020年（令和2年）  | 10,283 |

## 学区
区立小・中学校に通う場合、学区は以下の通りとなる（2024年8月現在）。
| 丁目       | 番地 | 小学校               | 中学校               |
| ---------- | ---- | -------------------- | -------------------- |
| 成城一丁目 | 全域 | 世田谷区立明正小学校 | 世田谷区立砧中学校   |
| 成城二丁目 | 全域 | 世田谷区立明正小学校 | 世田谷区立砧中学校   |
| 成城三丁目 | 全域 | 世田谷区立明正小学校 | 世田谷区立砧中学校   |
| 成城四丁目 | 全域 | 世田谷区立明正小学校 | 世田谷区立砧中学校   |
| 成城五丁目 | 全域 | 世田谷区立明正小学校 | 世田谷区立砧中学校   |
| 成城六丁目 | 全域 | 世田谷区立明正小学校 | 世田谷区立砧中学校   |
| 成城七丁目 | 全域 | 世田谷区立千歳小学校 | 世田谷区立千歳中学校 |
| 成城八丁目 | 全域 | 世田谷区立千歳小学校 | 世田谷区立千歳中学校 |
| 成城九丁目 | 全域 | 世田谷区立千歳小学校 | 世田谷区立千歳中学校 |

## 交通

### 鉄道
小田急小田原線、成城学園前駅がある。急行、準急、各駅停車が停車するが、一部を除いた特急ロマンスカーと快速急行は通過する。喜多見駅寄りに喜多見検車区があり、同駅から引き込み線がつながっている。
同駅は、平日や土曜日の朝方は様々な学校の学生でごった返す。

### 道路

#### 主な道路
- 成城通り - 総合工科高校東側を南下、一旦成城大学前の通りで東進、再度南下して駅北口へ至る。東西部分にはイチョウ並木がある。駅を挟んで南口から南下、成城六間通りと交差、その後は国分寺崖線を下り、世田谷通りへ至る。
- 成城六間通り - 総合工科高校の南西付近から南下、駅西口を通り、世田谷通りへ至る。沿道には成城郵便局、成城消防署、NTT砧ビル、東宝スタジオがある。多くの路線バスが通る。
- 成城富士見橋通り - 小田急線に架かる富士見橋に由来。途中から南行のみの一方通行となる。成城消防署脇が南端で成城六間通りにつながる。沿道に三船プロダクションがある。
- 世田谷通り - 成城の南端から西端を通る。
- 荒玉水道道路 - 仙川から世田谷通りまでの約70m。
- 鞍橋通り - 仙川に架かる鞍橋（くらはし）に由来。総合工科高校北側を通る。

#### 坂
- 病院坂 - 成城三丁目緑地の東側。戦前に医療施設があったことに由来。
- お茶屋坂 - 成城三丁目緑地の西側。江戸時代に喜多見重勝の茶室があったことに由来。
- なかんだの坂 - 小田急線のやや南。「中野田」という地名に由来[注 1]。
- 不動坂 - 喜多見不動堂のそば。
- ビール坂 - 坂の下にあったサッポロビールの施設に由来。

#### 遊歩道
- 仙川沿い - 小田急線より上流側が遊歩道となっている。下流側は左岸（祖師谷）のみ遊歩道となっている。
- 野川沿い - 遊歩道となっている。北部は区立野川緑地広場と一体化している。

#### 高速道路
- 東京外環自動車道（建設中） - 野川左岸の地下を通る。

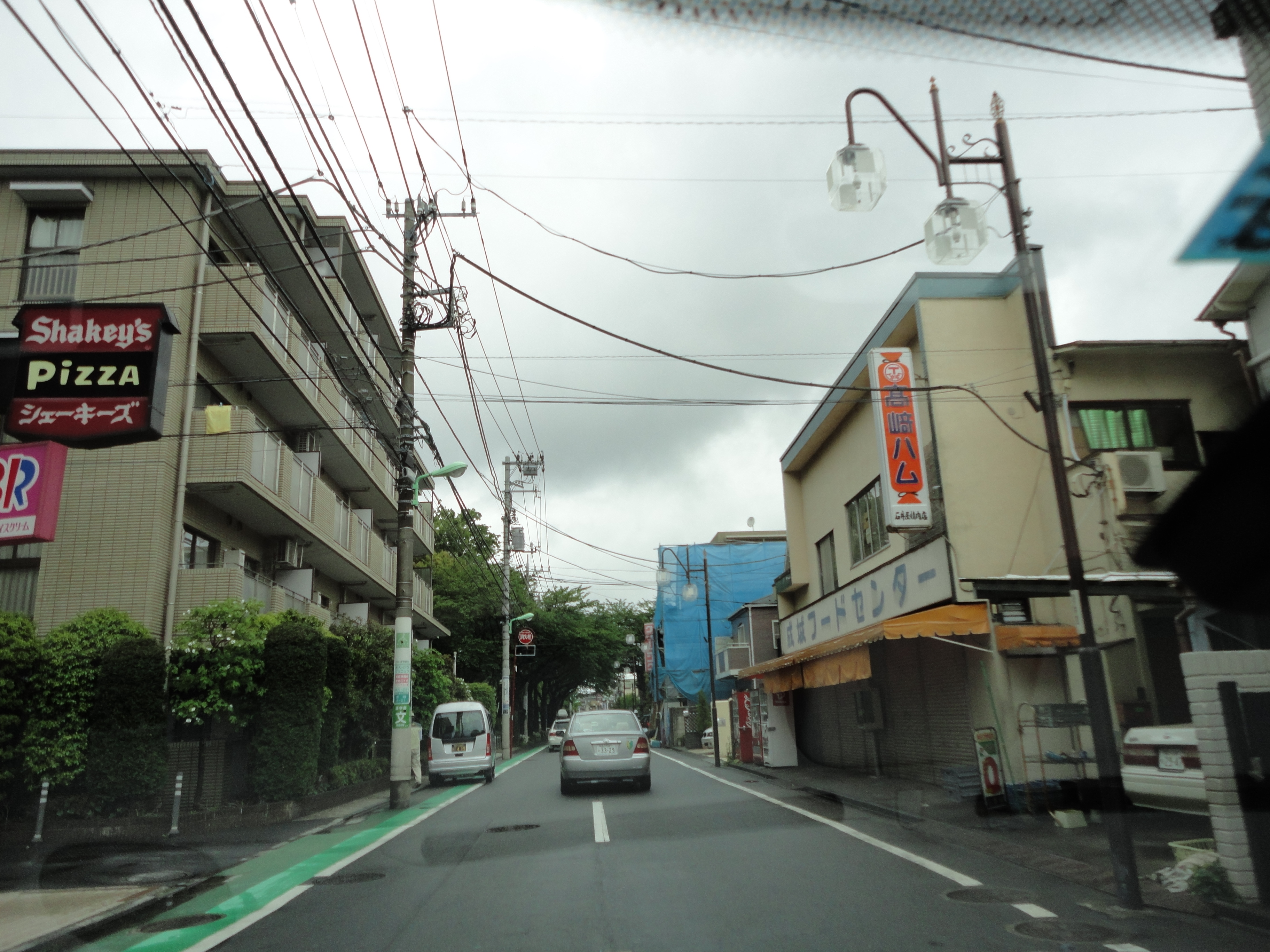
成城通り（七丁目）
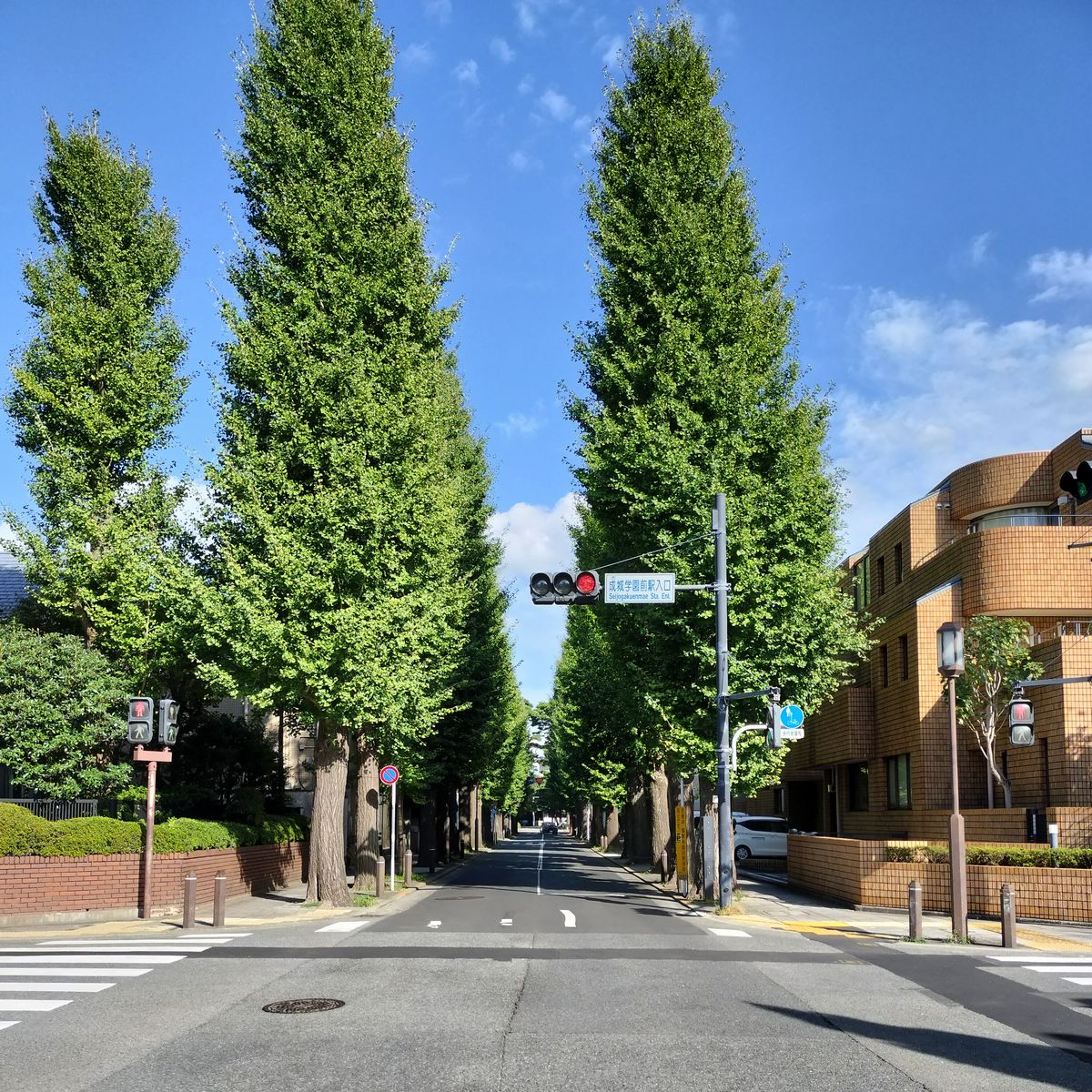
成城大学正門前の並木道
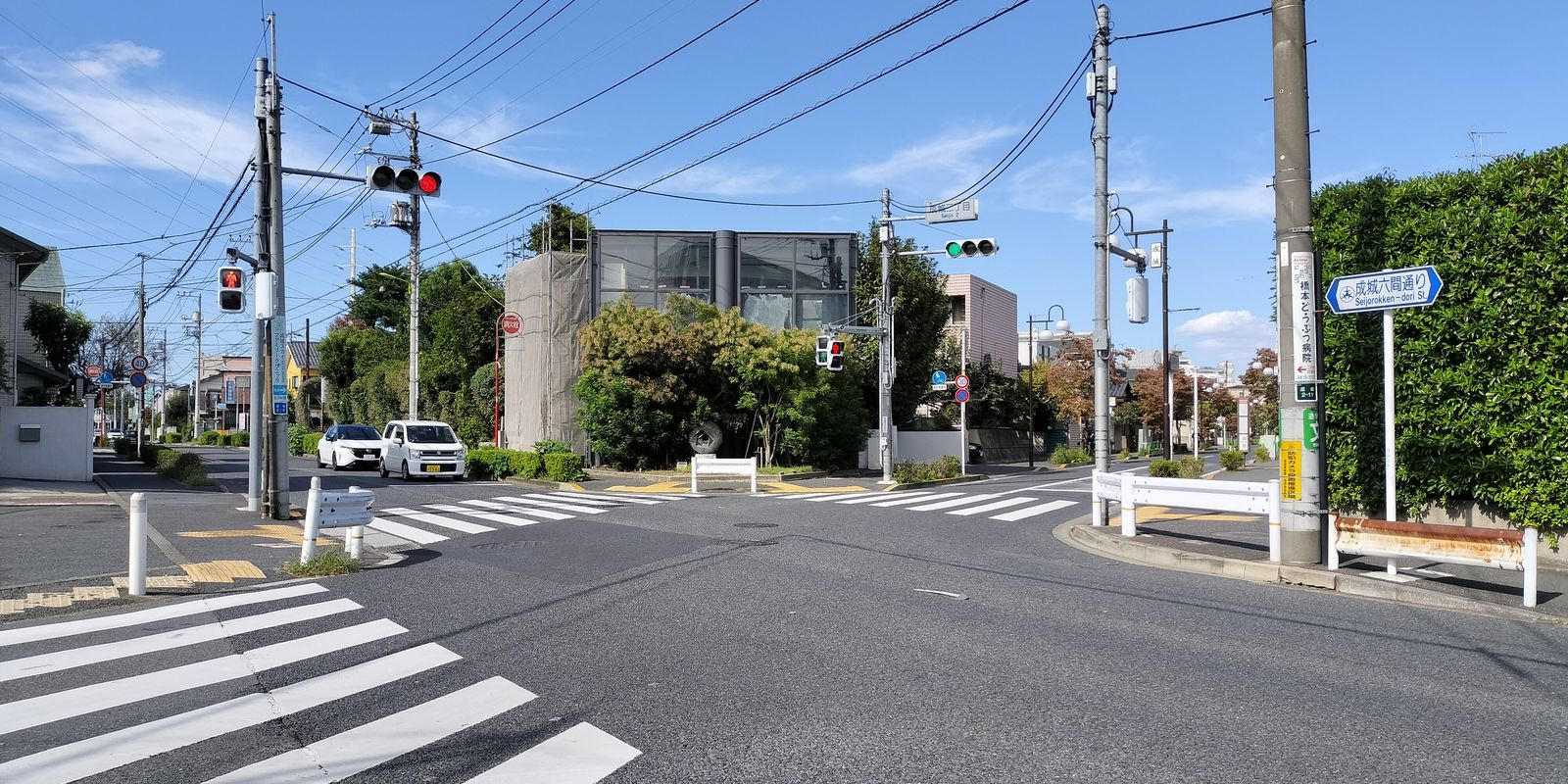
成城通りと成城六間通りの交差点
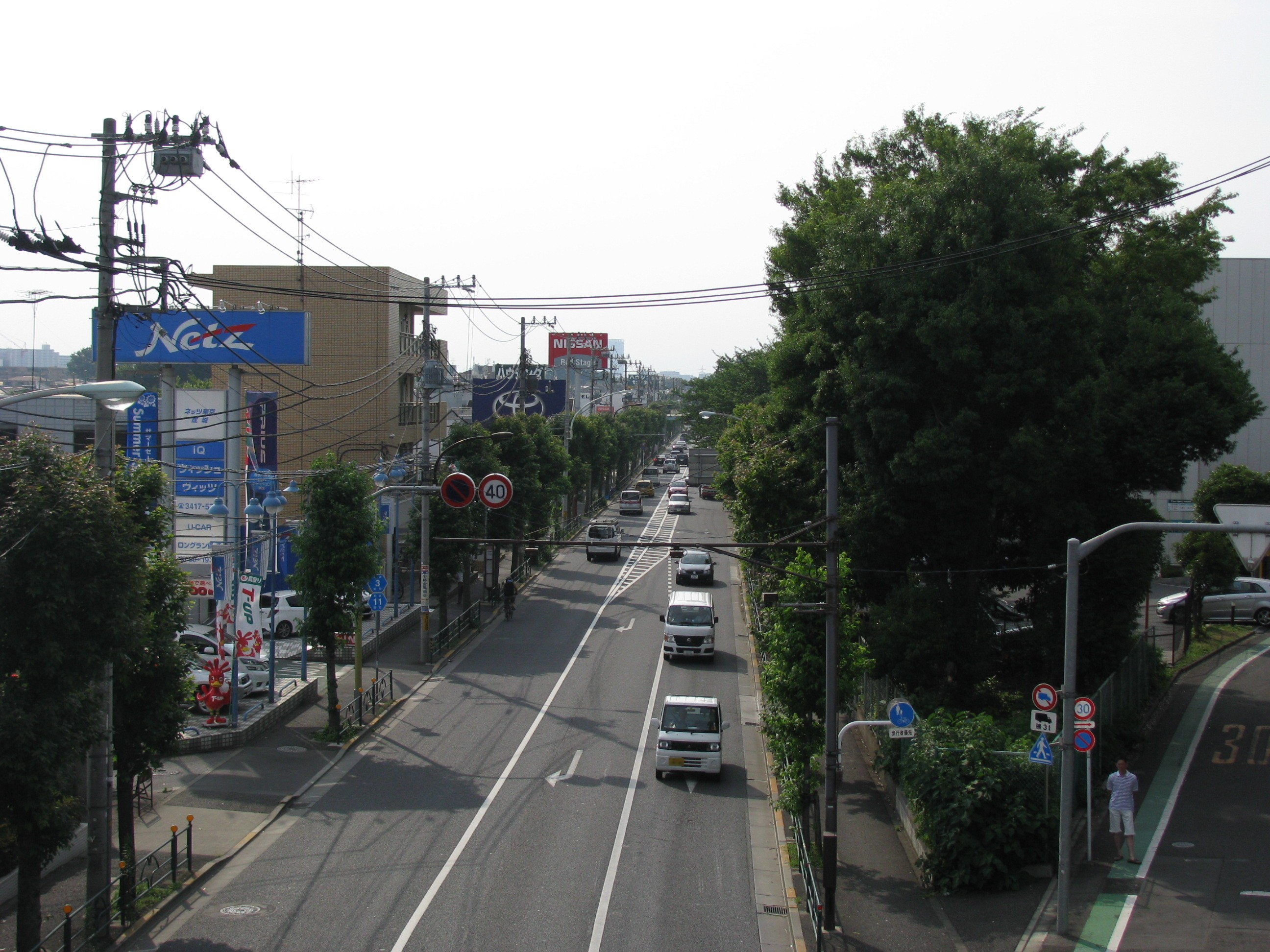
世田谷通りの野川沿い（撮影場所の歩道橋は2010年代に撤去された）
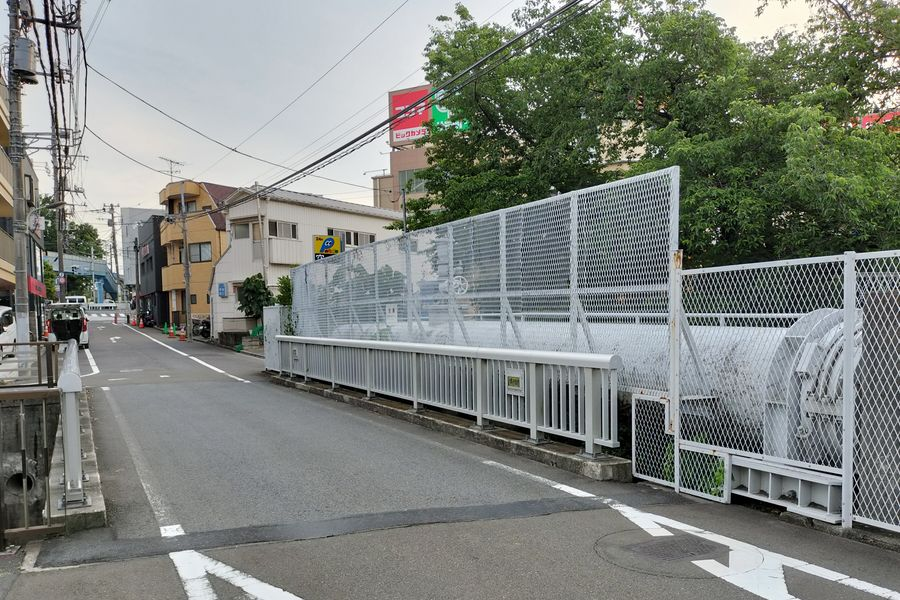
荒玉水道道路
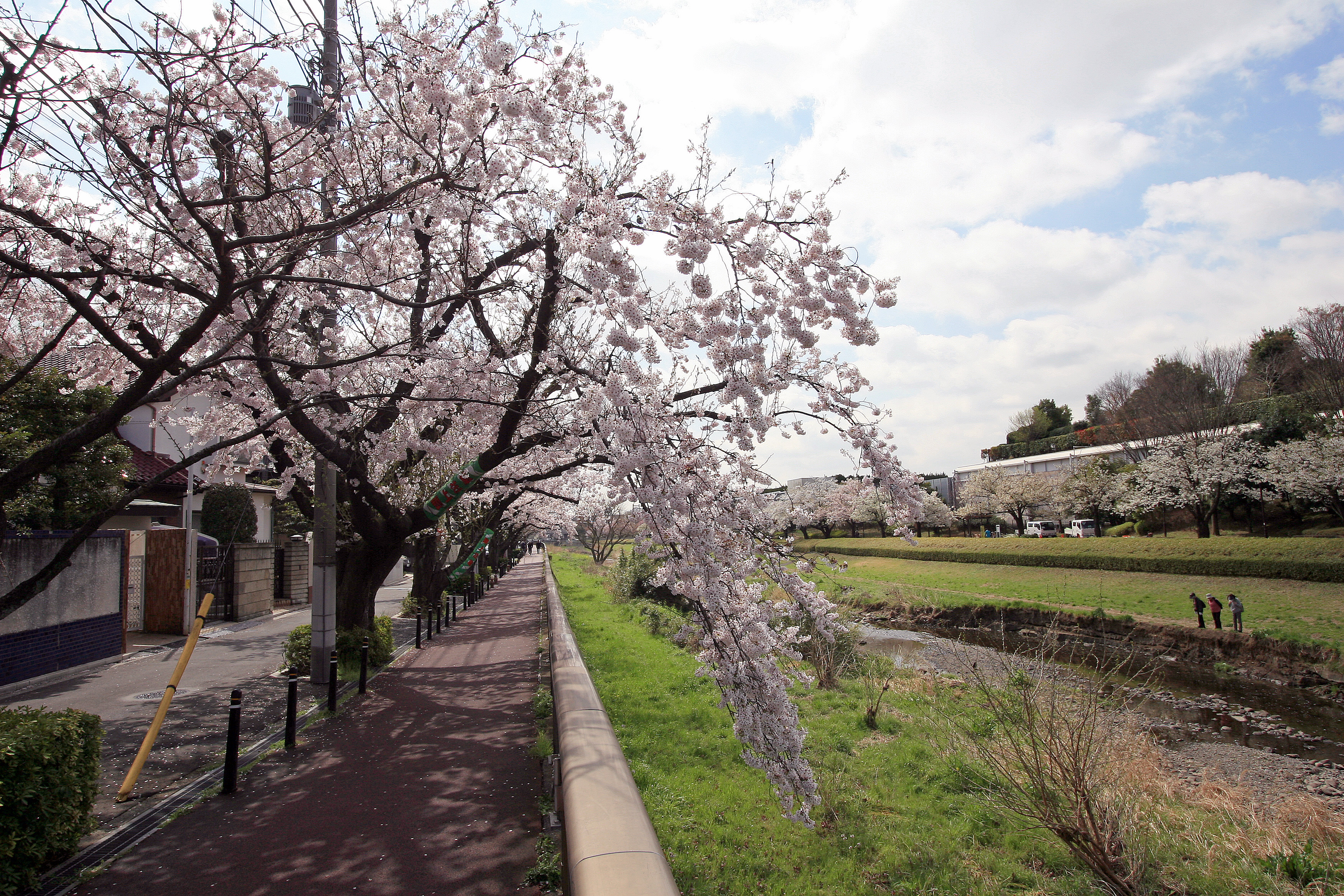
野川沿いの遊歩道

## 事業所
2021年（令和3年）現在の経済センサス調査による事業所数と従業員数は以下の通りである。
| 丁目       | 事業所数  | 従業員数 |
| ---------- | --------- | -------- |
| 成城一丁目 | 70事業所  | 1,330人  |
| 成城二丁目 | 233事業所 | 1,949人  |
| 成城三丁目 | 35事業所  | 662人    |
| 成城四丁目 | 13事業所  | 102人    |
| 成城五丁目 | 78事業所  | 387人    |
| 成城六丁目 | 326事業所 | 5,068人  |
| 成城七丁目 | 36事業所  | 188人    |
| 成城八丁目 | 52事業所  | 1,078人  |
| 成城九丁目 | 43事業所  | 494人    |
| 計         | 886事業所 | 11,258人 |

### 事業者数の変遷
経済センサスによる事業所数の推移。
| 年                 | 事業者数 |
| ------------------ | -------- |
| 2016年（平成28年） | 727      |
| 2021年（令和3年）  | 886      |

### 従業員数の変遷
経済センサスによる従業員数の推移。
| 年                 | 従業員数 |
| ------------------ | -------- |
| 2016年（平成28年） | 9,431    |
| 2021年（令和3年）  | 11,258   |

## 管轄等

### 警察
- 警察署 - 全域が成城警察署（千歳台3丁目）の管轄である。関連する交番は以下の通り。
  - 成城交番 - 成城学園前駅の南口にある。
  - 喜多見駅前交番 - 成城の野川沿いも受け持つ[16]。
  - 東宝前交番 - 世田谷通り沿い、喜多見6丁目と成城1丁目の境の喜多見側にある。
- その他 - 青パトが世田谷区により運営されている。

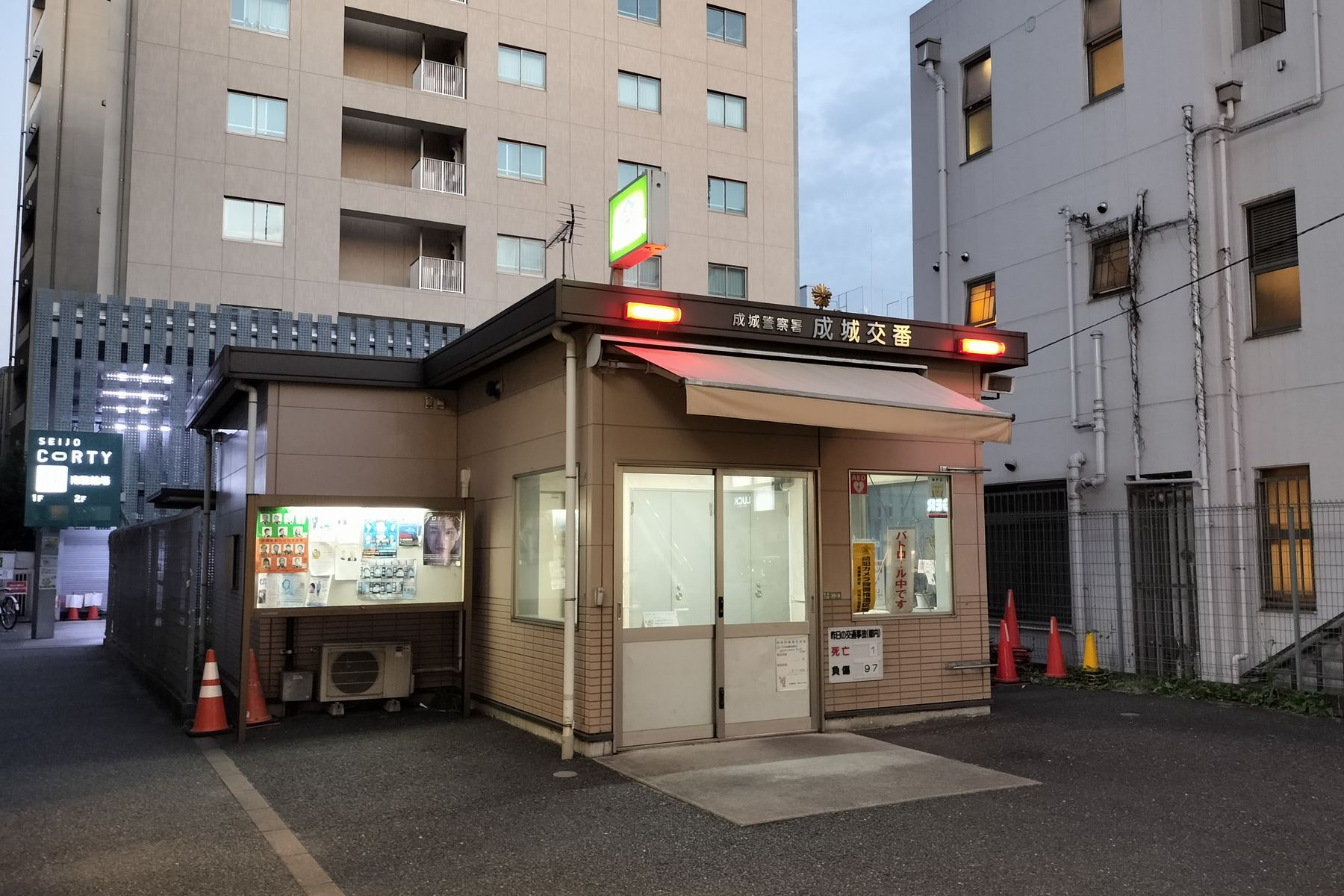
成城交番
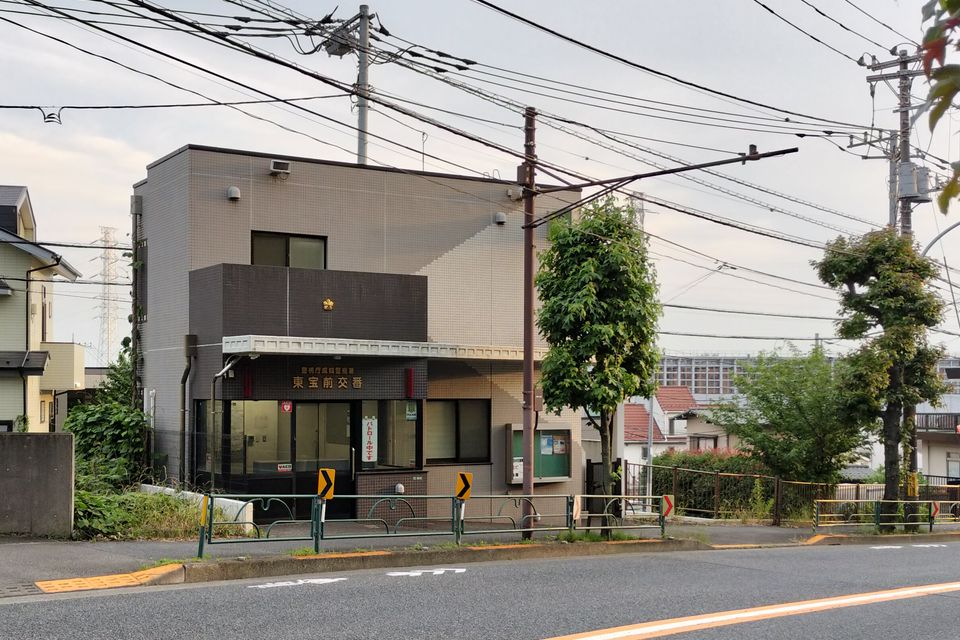
東宝前交番

### 消防
- 消防署 - 全域が成城消防署の管轄である。
- 消防団 - 成城消防団第1分団が成城地区を担当している。

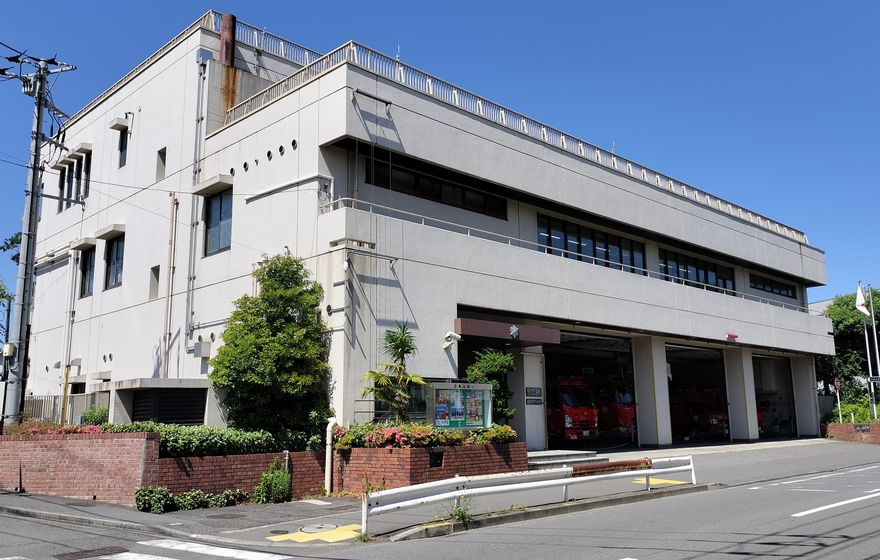
成城消防署

### 郵便
- 集配局 - 全域を成城郵便局が担当している。
- 小規模局（かつての特定郵便局）
  - 成城学園前郵便局 - 駅の北側に所在。
  - 世田谷成城二郵便局 - 駅の南側に所在。

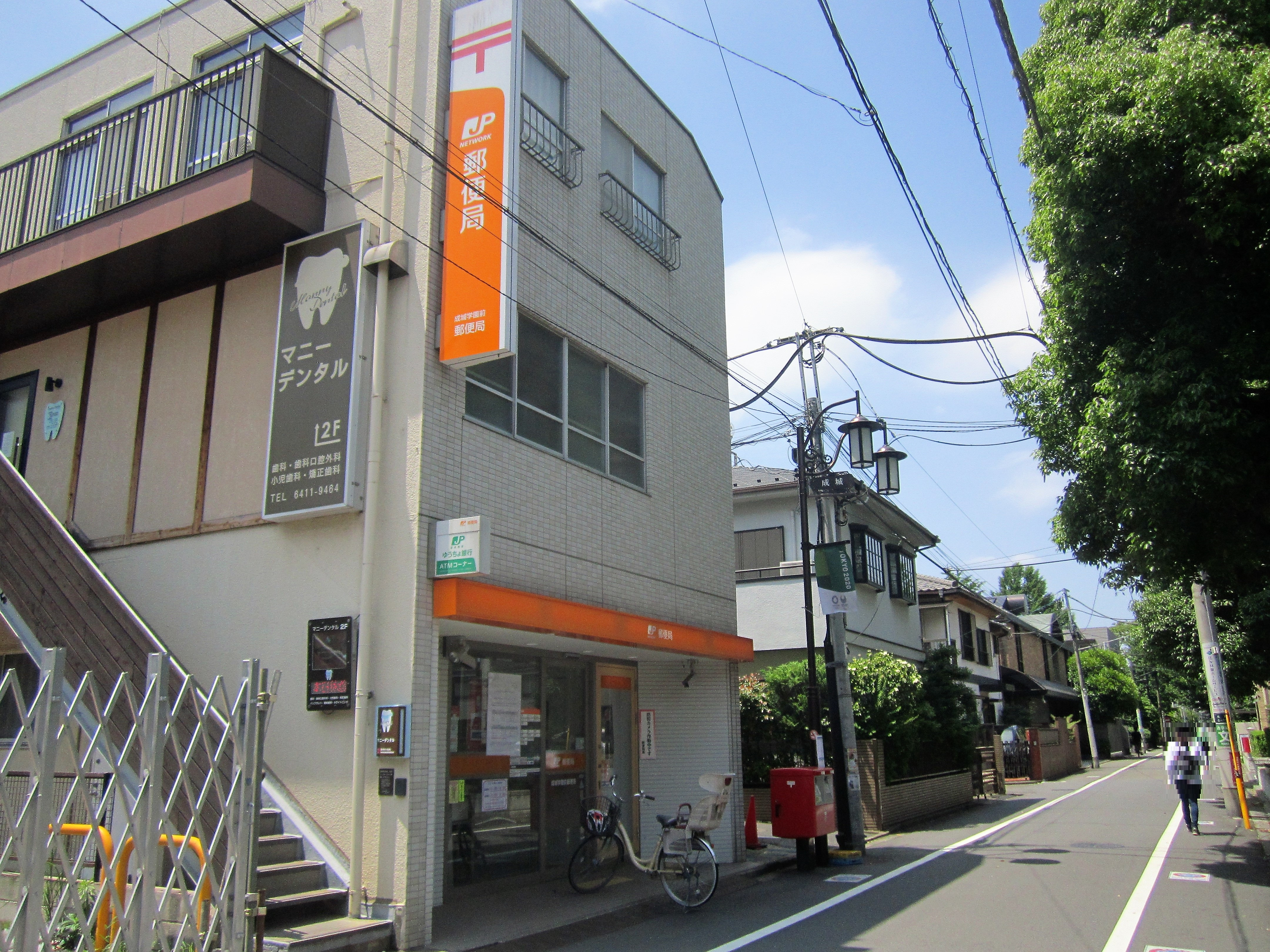
成城学園前郵便局
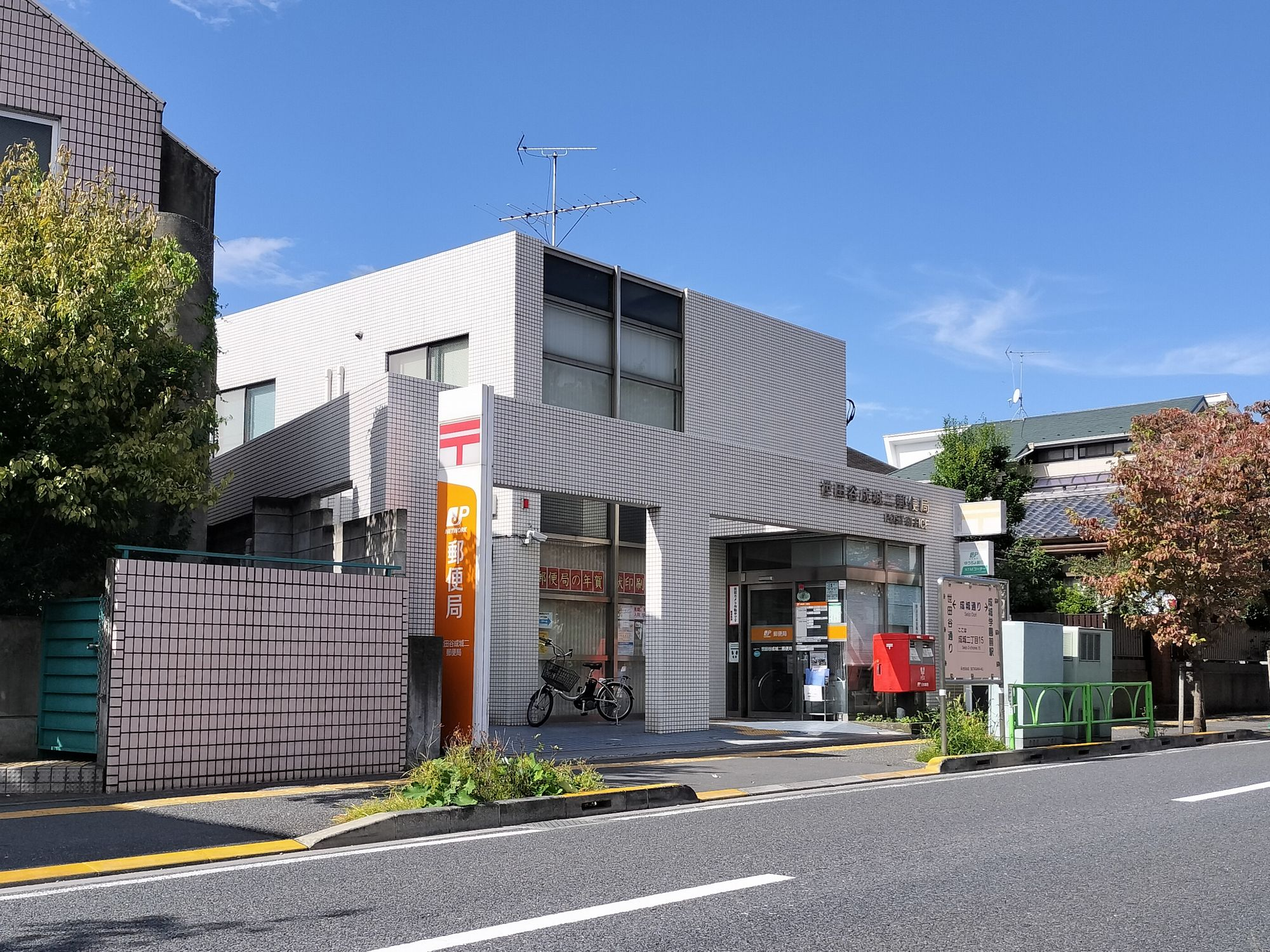
成城二郵便局

## 施設

### 行政
- 世田谷区役所 砧総合支所・成城出張所

### 学校
大学
- 成城大学

高等学校
- 東京都立総合工科高等学校
- 成城学園中学校高等学校（中高一貫校）
- 東京都市大学付属中学校・高等学校（中高一貫校）
- 科学技術学園高等学校

中学校
- 世田谷区立砧中学校

小学校
- 世田谷区立千歳小学校
- 世田谷区立明正小学校
- 東京都市大学付属小学校

なお、地名の由来となった成城学園の中でも、成城学園初等学校と成城幼稚園は仙川を挟んだ祖師谷が所在地となる。

### 公園・緑地
- 祖師谷公園みんなの森 - 九丁目に所在する都立公園。公園の大部分は上祖師谷にあり、みんなの森は「飛び地」的な場所である。
- 成城三丁目緑地
- 成城四丁目緑地
- 神明の森みつ池
- 野川緑地広場

### 農園
- 成城七丁目ファミリー農園
- 成城八丁目ファミリー農園
- アグリス成城

### 名所・旧跡
- 砧中学校古墳群4号墳 - 学校敷地内に古墳時代中期にできた円墳がある[17]。
- 河津家住宅 - 1929年に建てられた邸宅。国の登録有形文化財。
- 旧山田家住宅 - 1937年に建てられた邸宅。神明の森みつ池緑地内にある[18]。
- 志村家住宅 - 1938年に建てられた邸宅。こもれびの庭市民緑地内にある[19]。
- 猪股庭園 - 1967年に建てられた邸宅を庭園として公開。設計は吉田五十八。

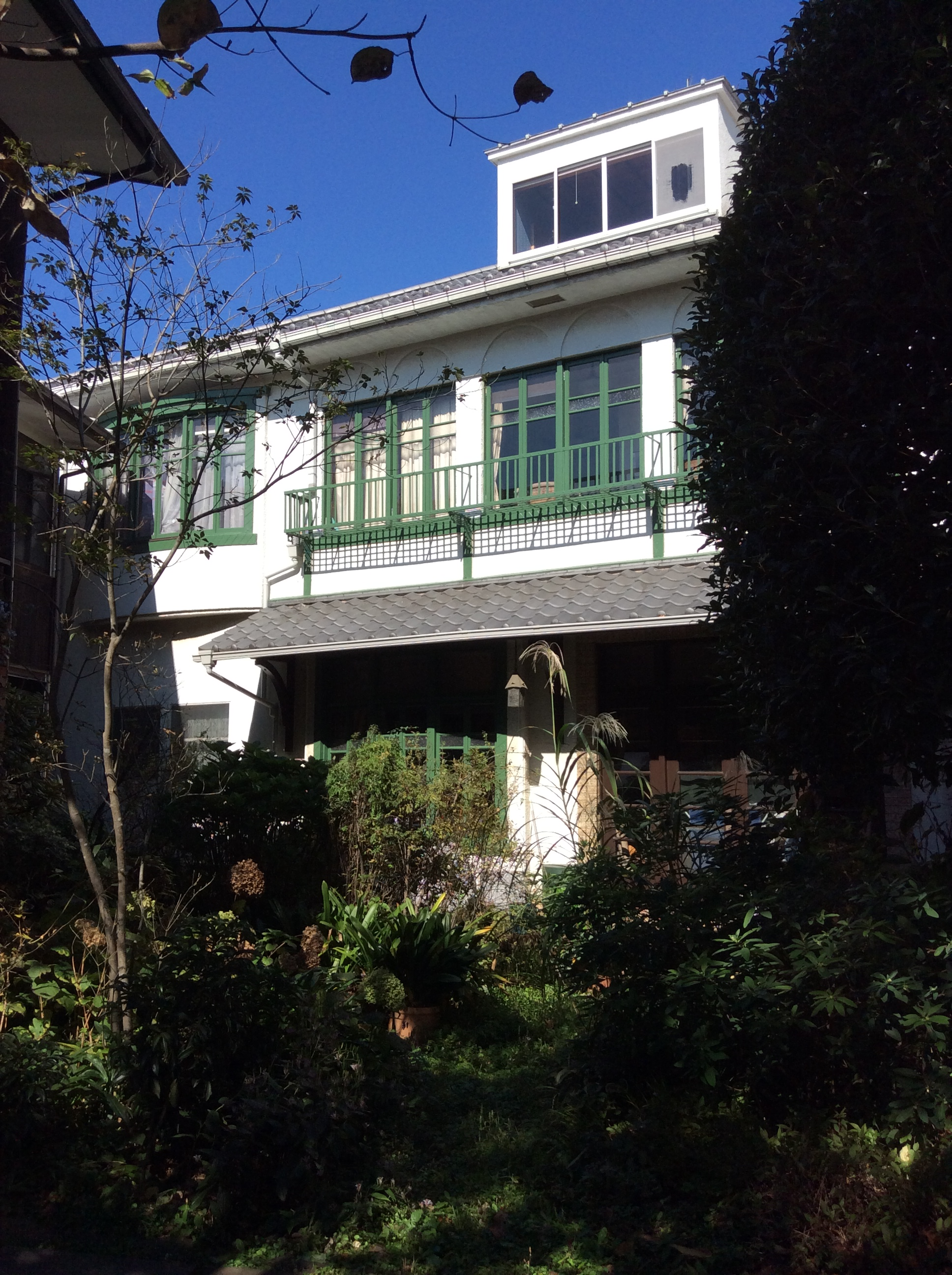
河津家住宅
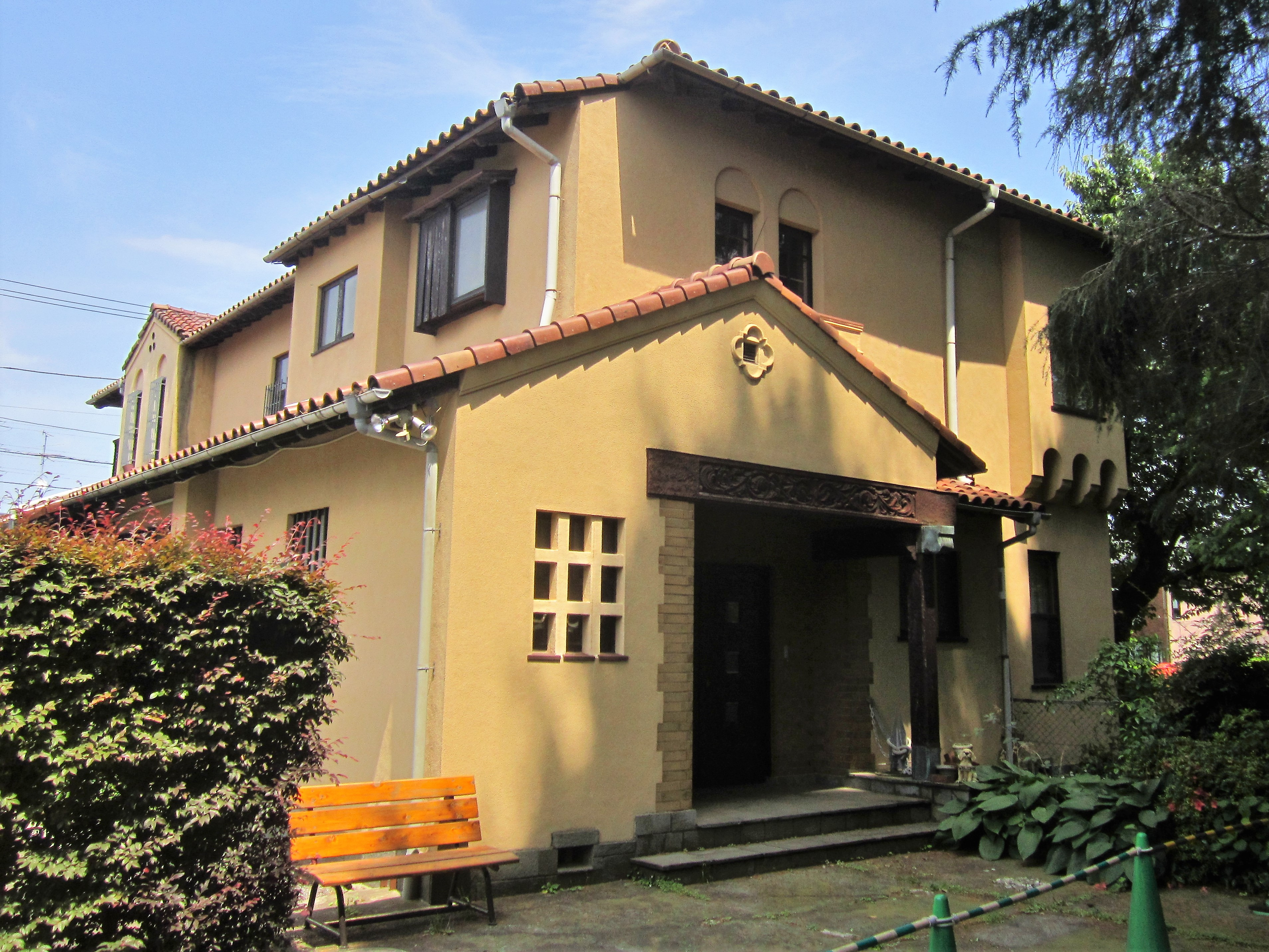
志村家住宅
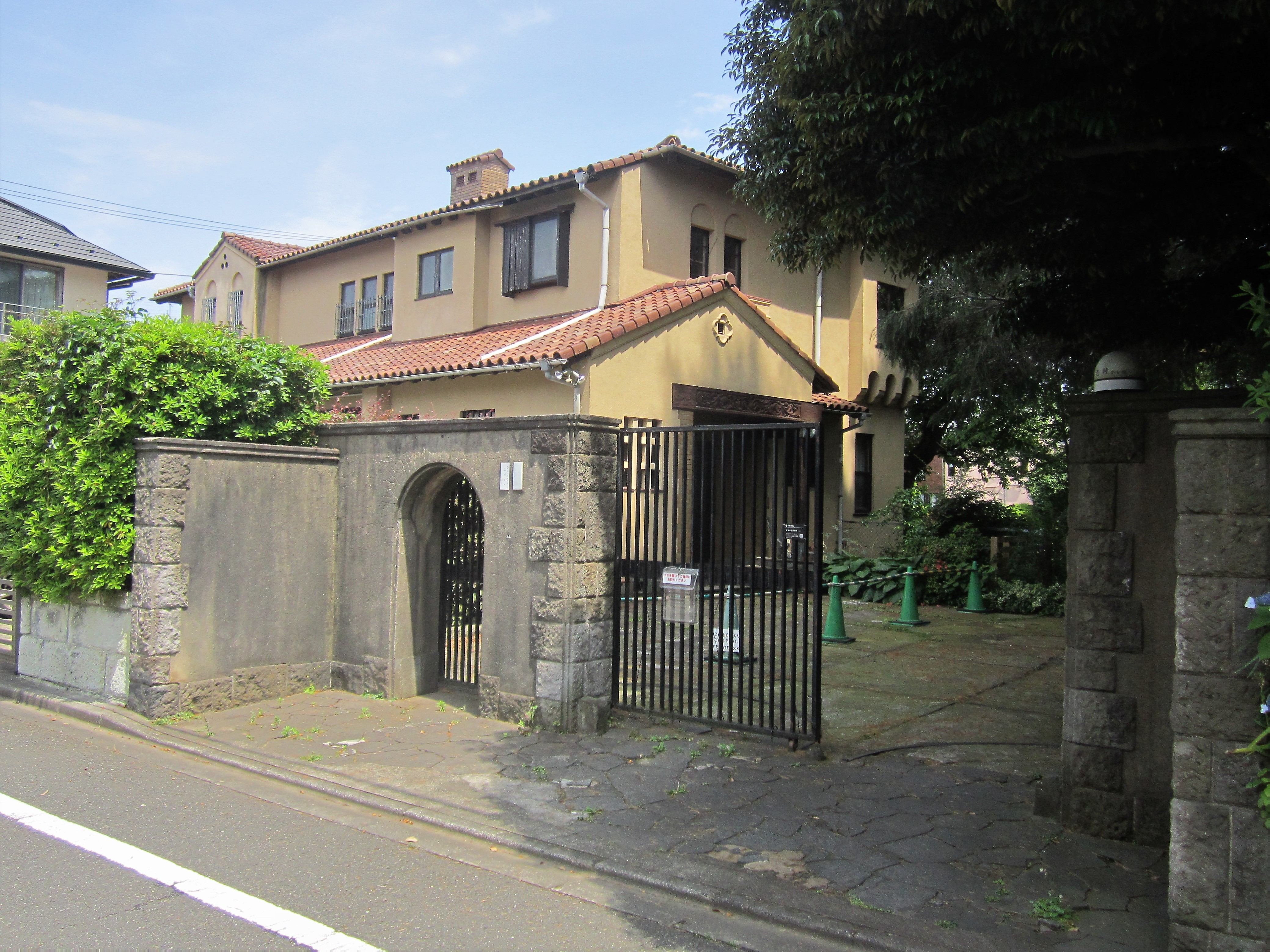
志村家住宅・外側
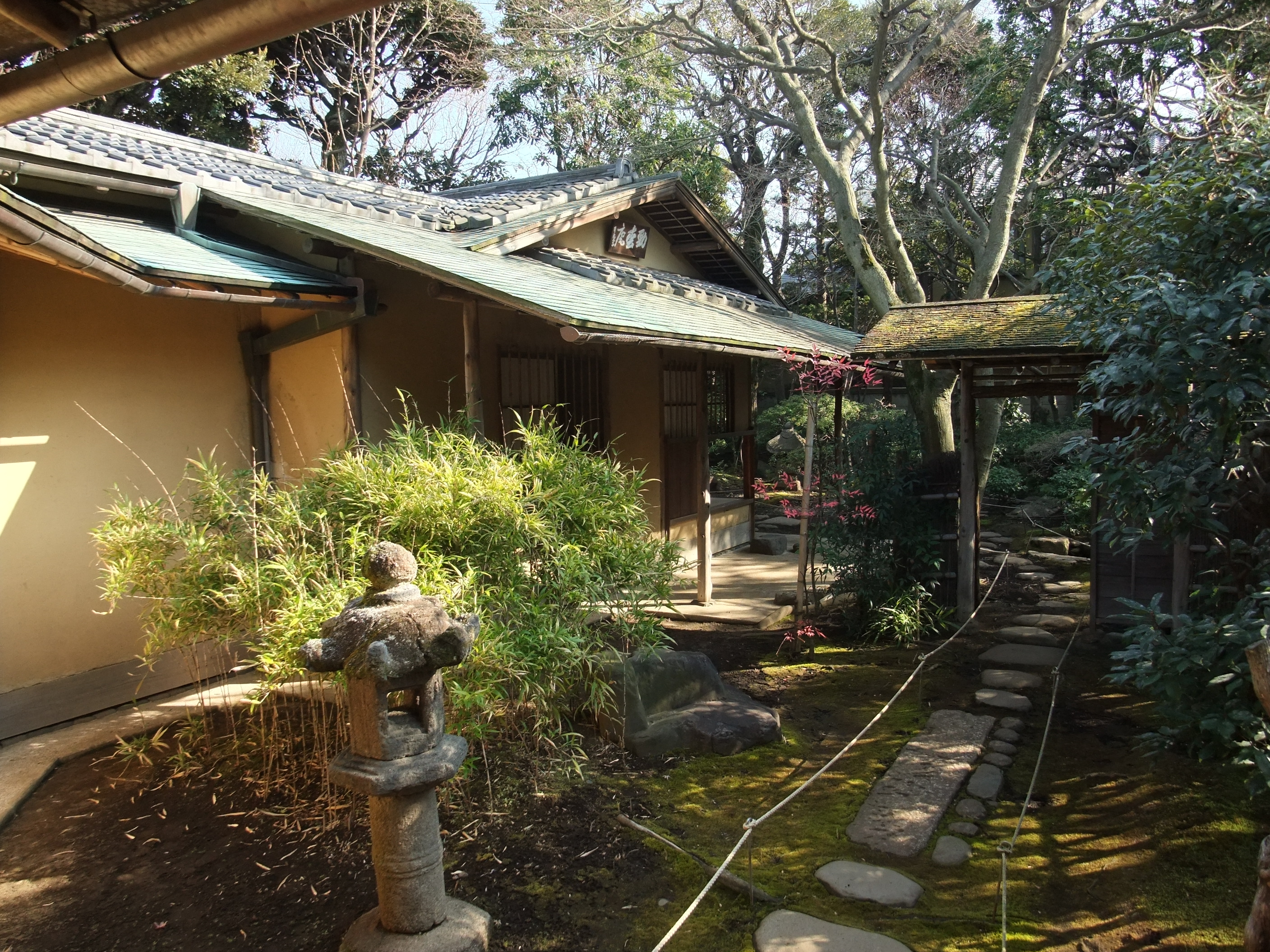
猪股庭園

### 博物館・美術館
- 世田谷美術館分館 清川泰次記念ギャラリー - 清川の邸宅を使っている。
- 樫尾俊雄発明記念館 - 2013年に開館。樫尾の邸宅を使っている。庭園は「成城四丁目発明の杜」市民緑地として公開。
- 成城学園 杉の森館 恐竜・化石ギャラリー - 2020年秋に開館

### スポーツ
- 成城ローンテニスクラブ
- 成城テニスアカデミー
- 成城ゴルフクラブ

### 宗教

#### 神社・寺
- 喜多見不動堂 - 慶元寺の境外仏堂
- 善福寺 - 日蓮正宗

#### 教会
- カトリック成城教会 - 建物の設計は今井兼次。
- 日本福音キリスト教団 成城キリスト教会
- 復元イエス・キリスト教会

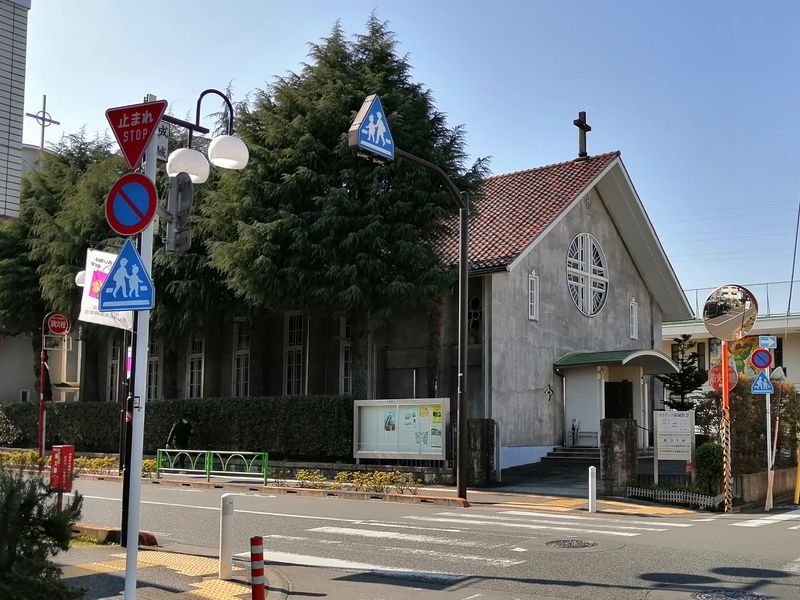
カトリック成城教会

### 企業・商業など
- 東宝スタジオ
  - 東宝前 - かつてスタジオの正門は敷地の南側にあったが、2000年代の改装で西側に移った。「東宝前バス停」や「東宝前交番」は、正門から離れてしまったが、「東宝前」の名称はそのまま使われている[注 2]。

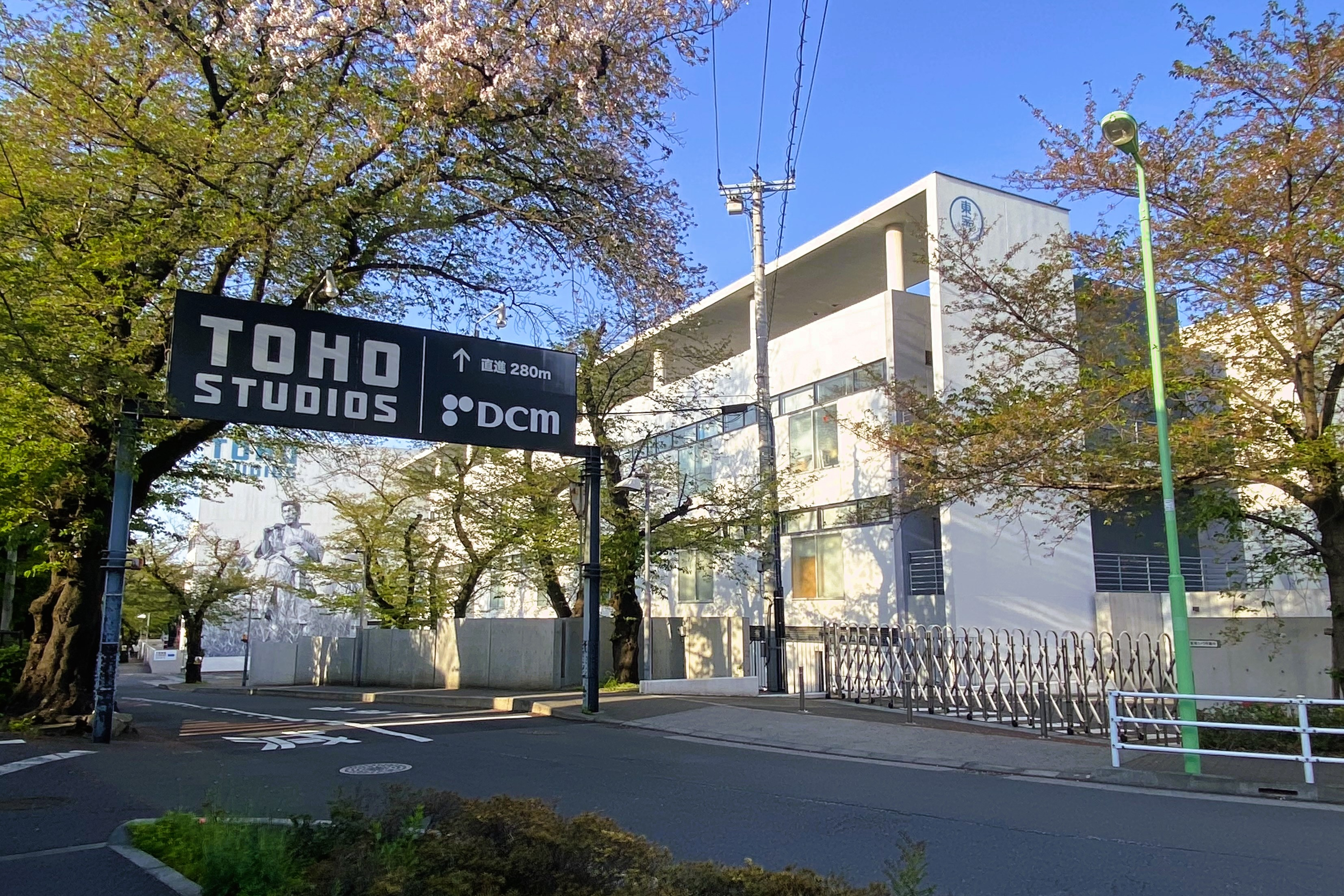
東宝スタジオ
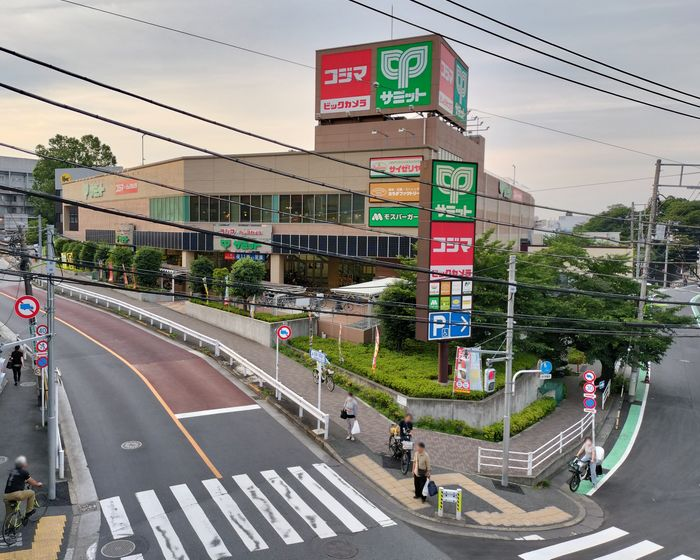
東宝の敷地の一部は商業施設となった。

- DCMくろがねや 成城店 - 東宝撮影所の敷地内にあるホームセンター。元々は「東宝ボウル」で、1975年に「東宝日曜大工センター」となり、2010年にDCMの傘下となった。ボウリング場の建物を引き続き使っている。
- 成城石井 成城店 - 現在では一店舗に過ぎないが、同地に所在した青果店「石井商店」が会社の起源である。
- カリス成城 成城本店
- 成城コルティ
- 成城フードセンター - 精肉店と鮮魚店が入る
- 緑陰館ギャラリー - 柳田国男邸の跡地にあるイベントスペース。
- 一宮庵 - 斎藤寅次郎の邸宅を使っている料亭。

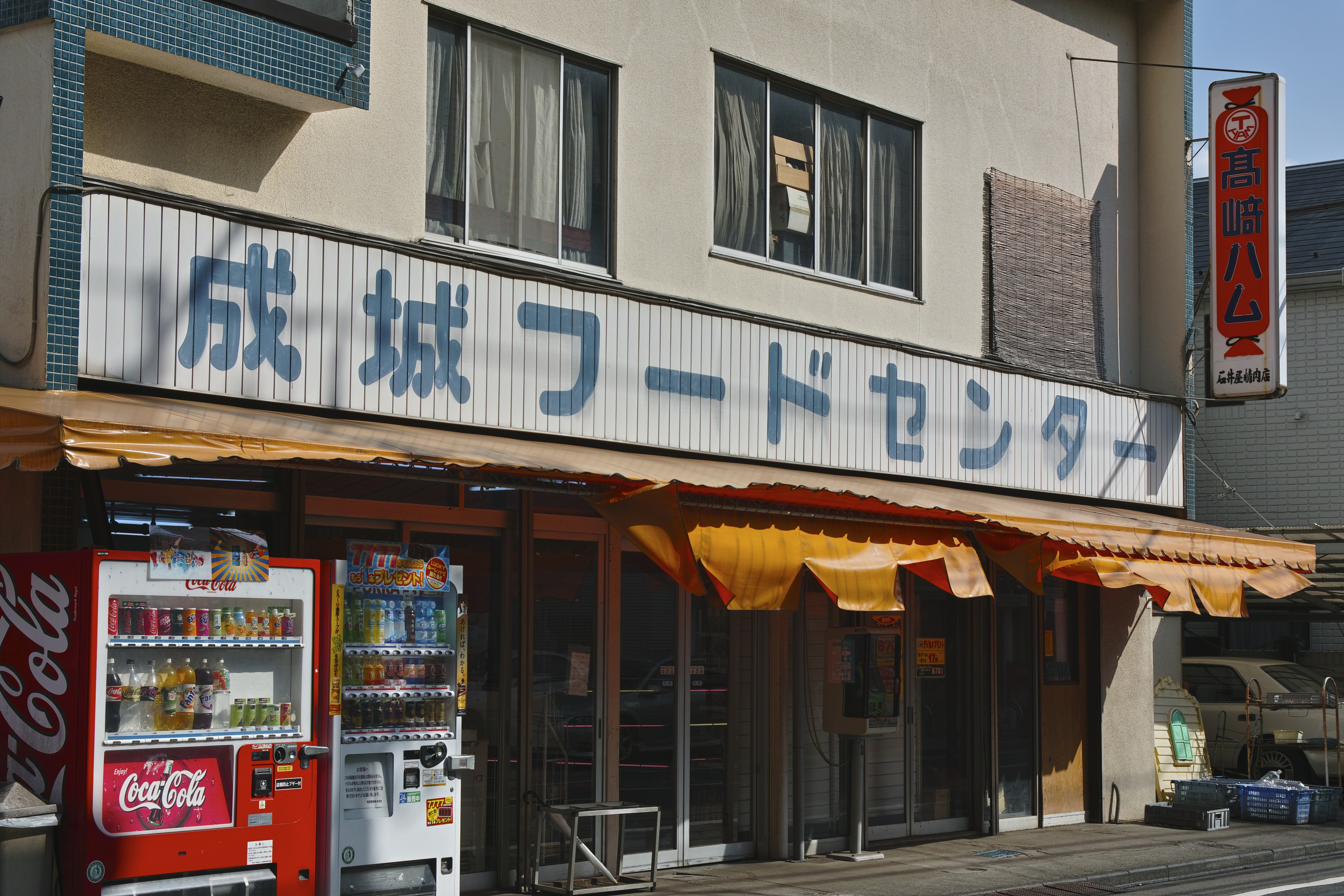
成城フードセンター

### その他
- 東京都下水道局 成城排水調整所
- NTT砧ビル - 電電公社時代は砧電話局であった。
- 三角点 - 砧中学校の敷地に「二等三角点 喜多見」が設置されている。
- 送電線 - 当地を縦断する送電線は、東京電力パワーグリッドの「川世線」と呼ばれる川崎と世田谷を結ぶ送電系統に属する。送電線は、川崎市の宇奈根から多摩川を渡り、世田谷区の宇奈根、喜多見を通過、成城に入ると北上、北烏山9丁目にある千歳変電所に至る。送電塔には、当地のような住宅地では1本の柱からなる「環境調和型鉄塔」（あるいは「美化鉄塔」）が採用されている。

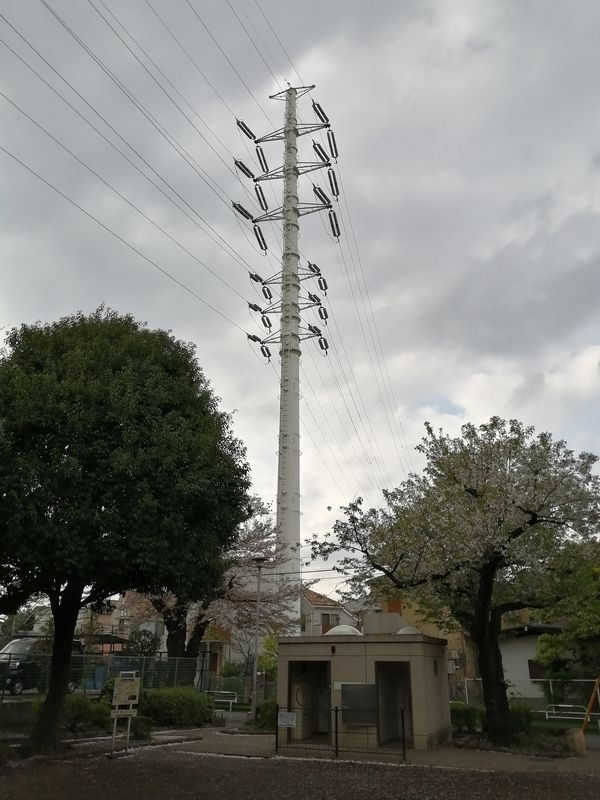
環境調和型鉄塔（明正公園にて）
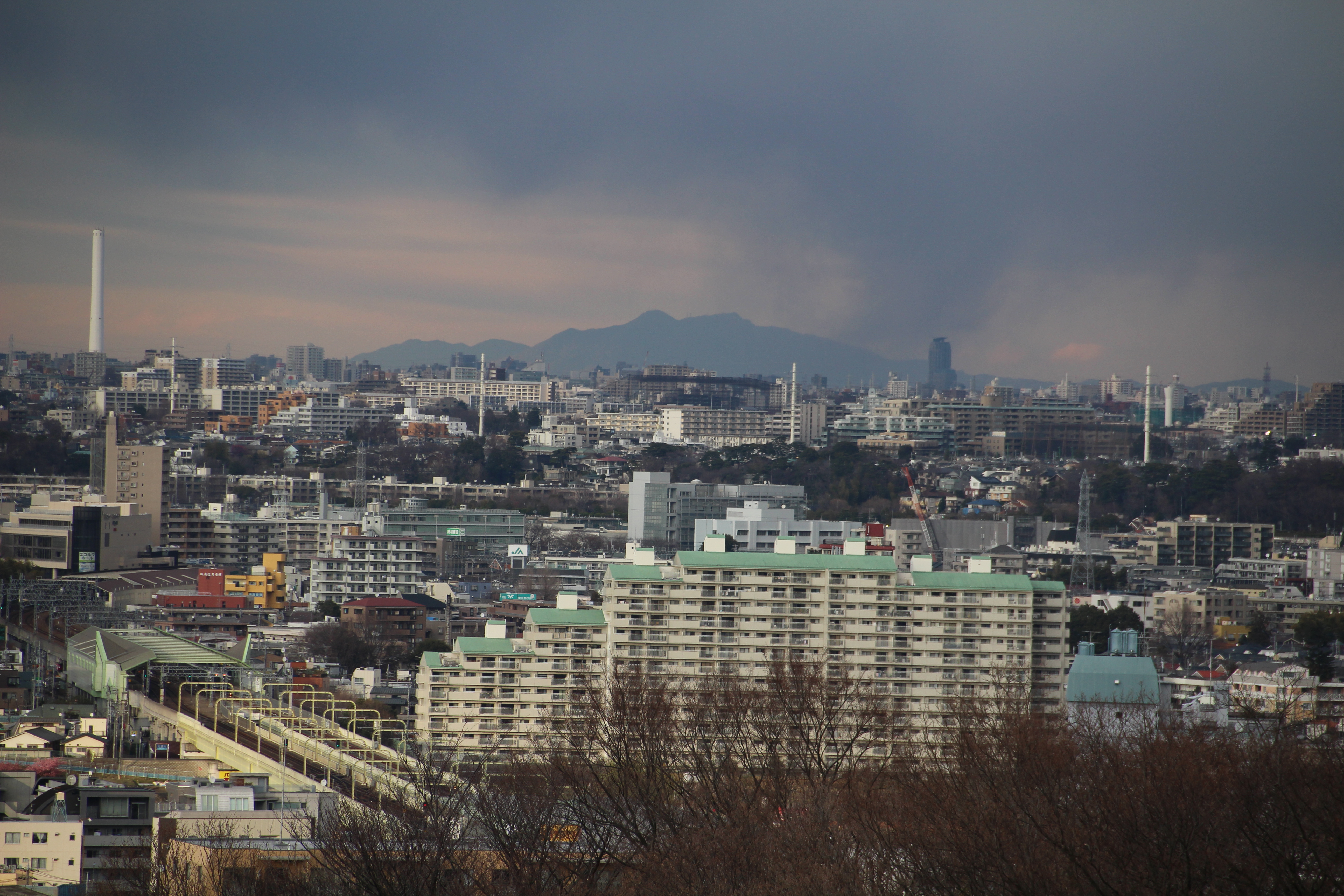
多摩丘陵から筑波山を望遠で撮影。4本の白い塔が成城の送電塔。

### かつて存在した施設
- 世田谷区立砧図書館 - 砧総合支所の隣地（現在の成城大学5号館）にあったが、祖師谷3丁目に移転した。
- 成城大学馬術部馬場 - 仙川沿い（現在の成城大学8号館）にあった[注 3]。
- 成城グリーンプラザ - 現在のマンション「パークシティ成城」の場所にあった（関連項目：ビール坂）。

## ギャラリー

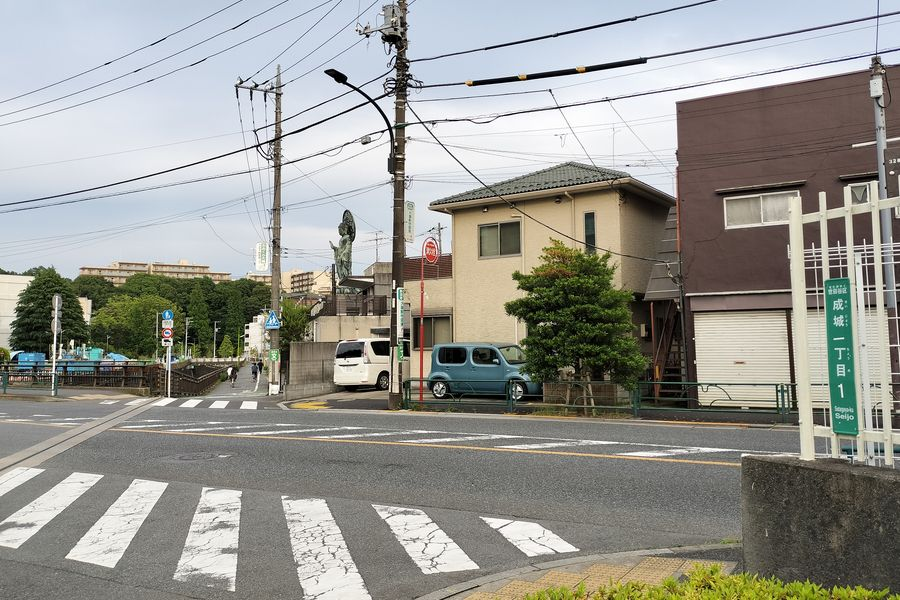
成城1丁目1番（遠方に妙法寺のおおくら大仏）
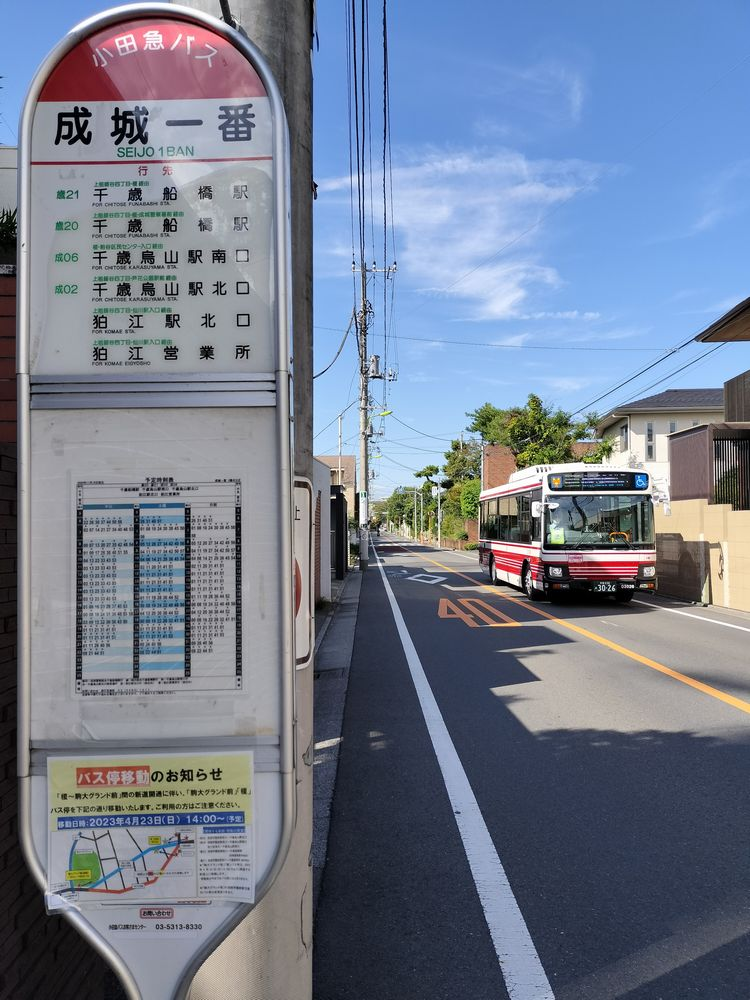
成城一番停留所
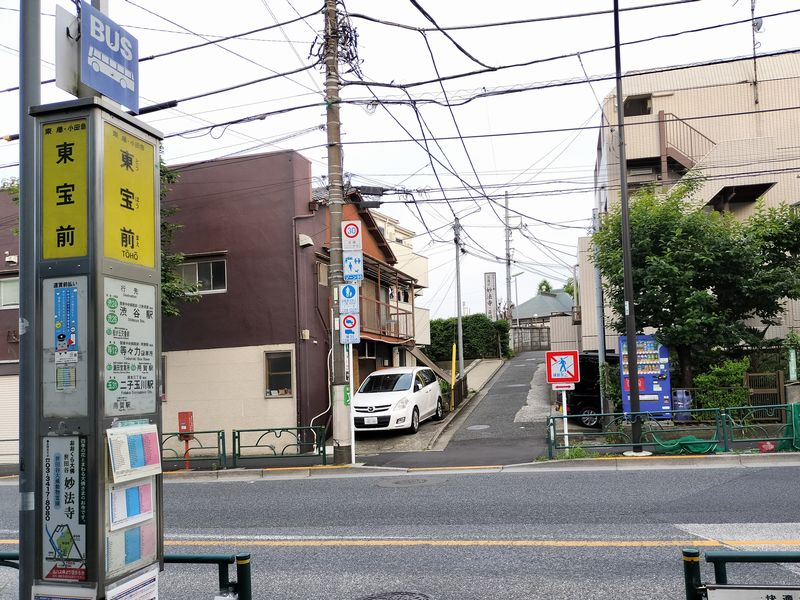
東宝前停留所。手前は成城1丁目、向かいの左は大蔵5丁目、右は喜多見6丁目。
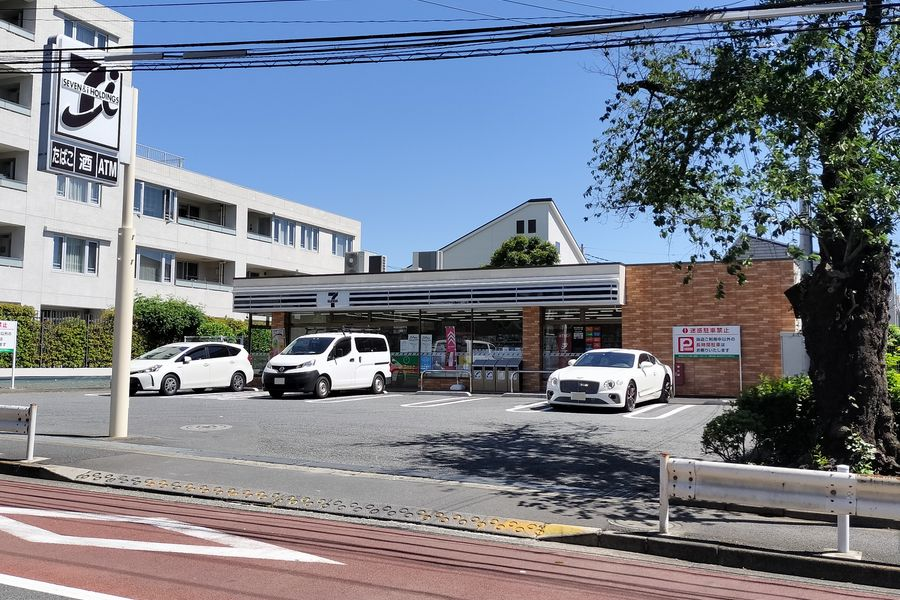
セブン-イレブン成城1丁目店（2022年秋に景観配慮型の外観に改装）
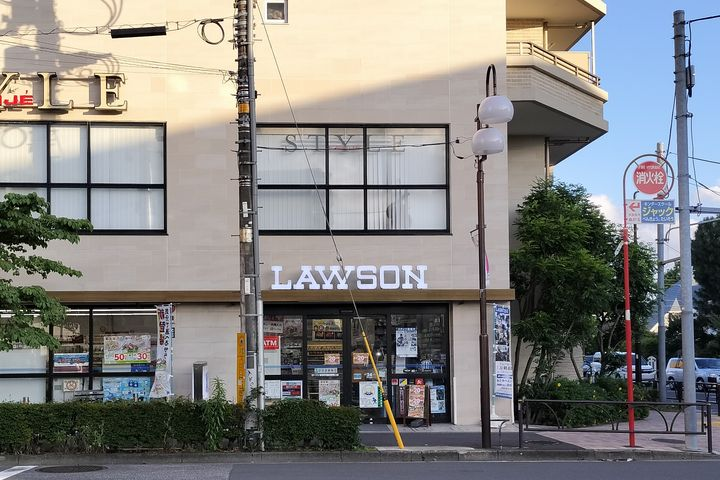
ローソン成城学園前駅西口店（茶帯に白文字の外観）

## 出来事
- 擁壁崩落 - 2023年2月13日に1丁目の世田谷通り沿いで発生。古い建物の崖側の壁を残して擁壁としたが、新しい建物の基礎工事中に崩落した。

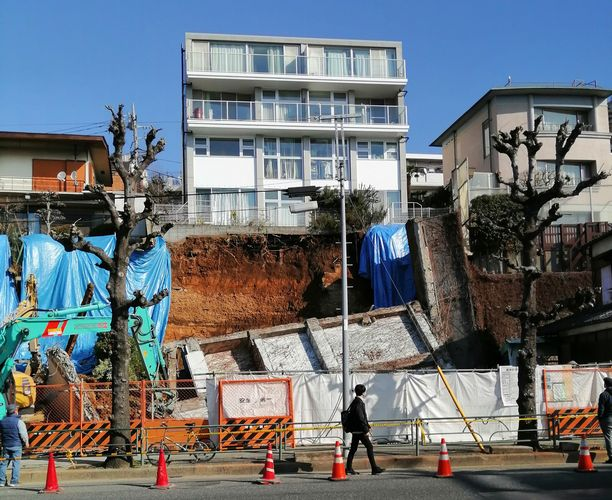
擁壁崩落（崩落から4日後）